# Destino: Barajas
Destino: Barajas es una película española de 1962 dirigida por Ricardo Blasco y estrenada tres años más tarde el 1 de febrero de 1965. Está protagonizada por Germán Cobos, Marisa de Leza, Manuel Zarzo y Manolo Morán entre otros.

## Sipnosis
Un día cotidiano en el aeropuerto madrileño de Barajas. Varias historias se entrelazan. Pepe, un mecánico, conoce a Mari Luz, una viajera; Anita, vendedora de prensa, se ha enamorado de un piloto. Un periodista descubre que una actriz es su antigua novia...

## Reparto
- Germán Cobos
- Manuel Zarzo
- Marisa de Leza
- Manolo Morán
- Ricardo Valle
- Mabel Karr
- Esperanza Roy
- Antonio Riquelme
- Paco Camoiras
- Agustín González
- Ángel Calero
- Félix Dafauce
- Antonio Giménez Escribano
- Enrique Rambal
- Jacinto San Emeterio
- Toni Soler
- José Morales
- Jorge Llopis